# Ліпениця (Свецький повіт)
Ліпениця (пол. Lipienica, нім. Lipnitz) — село в Польщі, у гміні Свекатово Свецького повіту Куявсько-Поморського воєводства.
Населення — 82 особи (2011).
У 1975-1998 роках село належало до Бидгощського воєводства.

## Демографія
Демографічна структура станом на 31 березня 2011 року:
|          | Загалом | Допрацездатний вік | Працездатний вік | Постпрацездатний вік |
| -------- | ------- | ------------------ | ---------------- | -------------------- |
| Чоловіки | 45      | 14                 | 28               | 3                    |
| Жінки    | 37      | 4                  | 27               | 6                    |
| Разом    | 82      | 18                 | 55               | 9                    |